# Nipponoserica kunitachiana
Nipponoserica kunitachiana är en skalbaggsart som beskrevs av Shuhei Nomura 1976. Nipponoserica kunitachiana ingår i släktet Nipponoserica och familjen Melolonthidae. Inga underarter finns listade i Catalogue of Life.